# Lalla Roukh
Lalla Roukh és una òpera en dos actes composta per Félicien David. El llibret de Michel Carré i Hippolyte Lucas es va basar en el poema Lalla Rookh de Thomas Moore, de 1817. Va ser estrenada el 12 de maig de 1862 per l'Opéra-Comique a la Salle Favart a París. Situada al Caixmir i Samarcanda, l'òpera narra la història d'amor entre Nourreddin, el rei de Samarcanda, i la princesa Lalla Mughal-Roukh. El seu nom significa "galtes de tulipa", un terme freqüent d'afecte en la poesia persa.

## Representacions

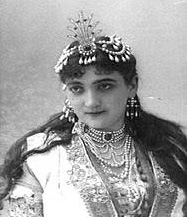
Emma Calvé com a Lalla Roukh, Opéra-Comique 1885

Lalla Roukh es va estrenar el 12 de maig 1862 l'Opéra-Comique (Salle Favart) a París en una doble sessió amb Rose et Cues de Pierre-Alexandre Monsigny, una comédie mêlée d'ariettes d'un sol acte. La posada en escena fou d'Ernest Mocker, els escenaris de Jean-Pierre Moynet, Charles Cambon, i Joseph Thierry, i el vestuari de Jules Marre. Fou un èxit immediat per al públic de París, i va ser molt popular en el seu dia, amb 100 actuacions a l'Opéra-Comique durant l'any següent de la seva estrena. Va ser reposada diverses vegades més per l'empresa, incloent actuacions el 1876, 1885 (amb Emma Calvé en el paper principal), aconseguint fins a 376 representacions el dia de l'última el 29 de maig de 1898.
L'òpera va ser aviat presentada en altres teatres de llengua francesa, inclosos els de Liège (20 d'octubre de 1862), Brussel·les (27 d'octubre de 1862), Anvers (29 d'octubre de 1862), Ginebra (19 de gener de 1864), i altres ciutats, així com l'Òpera de Montecarlo el 1886 i 1888. Va ser traduïda a l'alemany i es va fer a ciutats com Coburg (25 de desembre de 1862), Mainz (26 desembre de 1862), Múnic (16 de març de 1863), Viena (22 d'abril de 1863) i Berlín (Meysels-Theater 7 d'agost de 1865), i fins i tot traduïda a l'hongarès es presentà a Budapest (31 de gener 1863), Polònia (Varsòvia, 8 de març de 1866), Suècia (Estocolm, 12 de gener 1870), italià (Milà, Teatro Re, 7 de setembre de 1870), i Rússia (Sant Petersburg, 5 de febrer de 1884, Moscou, 10 de febrer 1896).
Lalla Roukh es va enfonsar en l'oblit al segle XX i només algunes àries individuals i la seva obertura van ser ocasionalment realitzades en concerts i recitals. El 1976, extractes més grans de l'òpera es van oferir a Cadenet (lloc de naixement de David) i el 2008 a la National Gallery of Art de Washington, realitzat per l'Opera Lafayette.